# Twijfel zaaien
Twijfel zaaien is een artistieke en biologische installatie in Amsterdam-Centrum.

## Installatie
Dertig levensvragen werden door middel van pinnen geplaatst op kweekbakken van planten. Het was een basisidee van Mediamatic, Jasmin Moeller en Masha Ru. Publiek kon op de vragen reageren door middel van het planten van bloem/plantzaden. Op 5 mei 2015 werd de installatie onthuld/geopend met de bedoeling deze tot 30 november 2015 levend te houden en dan verder te zien. Als ingang werd gebruikt het onderzoek van Moeller zelf (De realiteit van theorie) en een essay van kunsthistoricus Camiel van Winkel (De mythe van het kunstenaarschap). De vragen gaan over het kunstenaarschap, maar kunnen ook geprojecteerd worden op het dagelijks leven.
Voor het kunstwerk waren diverse sponsoren aangetrokken waaronder de Gemeente Amsterdam, Mondriaan Fonds en Stimuleringsfonds Creatieve Industrie. Oorspronkelijke einddatum van de installatie was 31 december 2016. 
Twijfel zaaien raakte in verval. Men wilde een poging wagen tot restauratie, maar daarbij rees de vraag hoe je een kunstwerk moet herstellen. Men verwees daarbij naar de restauratie van de schilderijen Marten Soolmans en Oopjen Coppit, nieuwe eigenaren Nederland en Frankrijk hielden er elk hun eigen ideeën op na hoe die uitgevoerd moest worden. Mediamatic kwam met de kunstenaars overeen dat slechts het broodnodige zal worden hersteld, de drie initiatiefnemers gingen daarbij voor duurzaamheid in plaats van het “perfecte plaatje”. Een heropening vond plaats in 2017. Ook in 2022 vond een heropening plaats.
Ondanks dat diverse instanties de plaats aan de Dijksgracht een hotspot noemden, is de plaats vrijwel onbereikbaar voor bezoekers en het kunstwerk is alleen interessant voor een specifieke doelgroep.. De Dijksgracht zelf loopt hier dood voor snelverkeer en voetgangers en fietsers kregen te maken met blokkade van de andere toegangsweg, de Oosterdoksdraaibrug vanwege herinrichting van het Oosterdokseiland tot alleen voetgangersgebied.

## Afbeeldingen

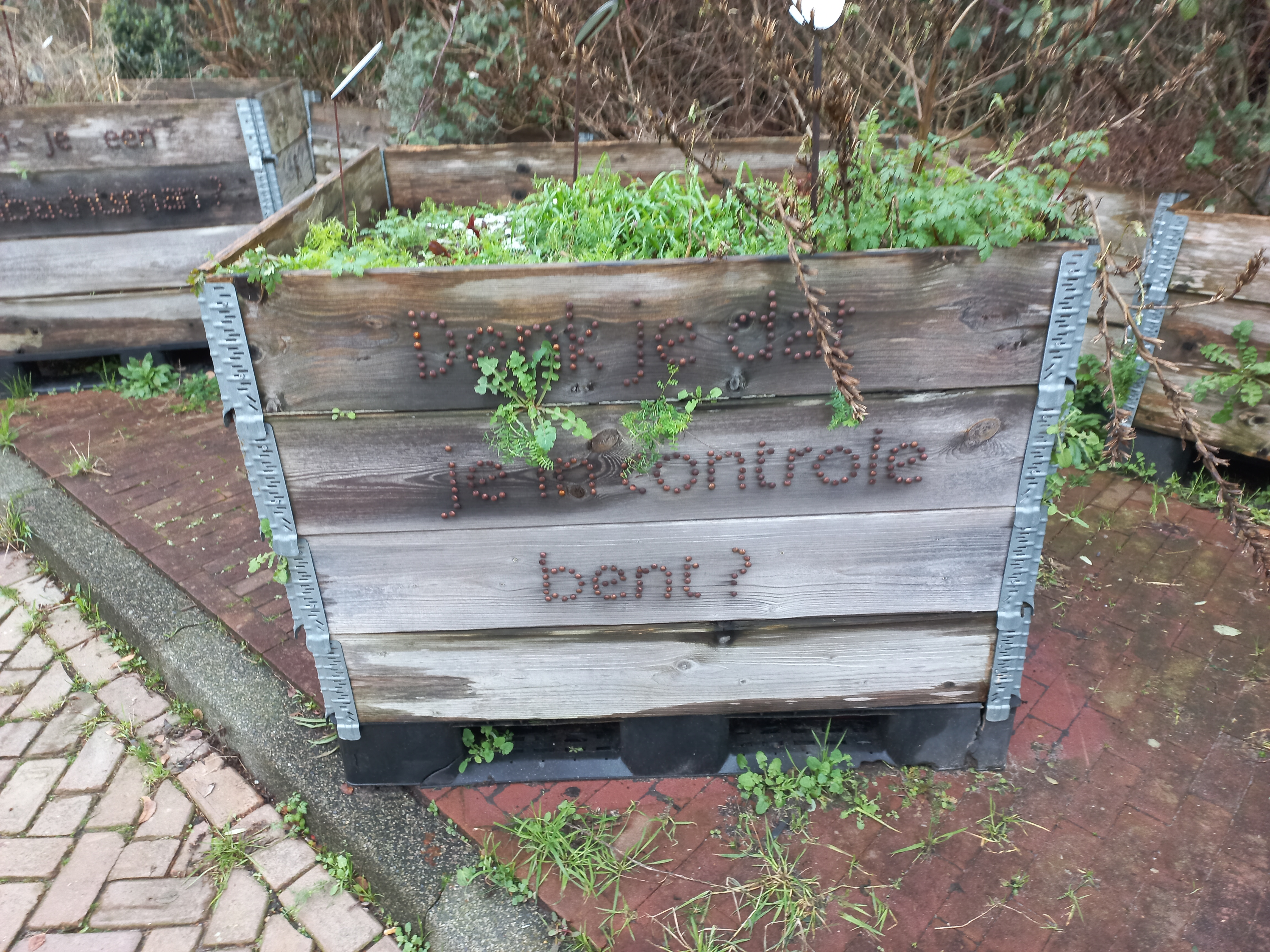
Denk je dat je in controle bent? (januari 2023)
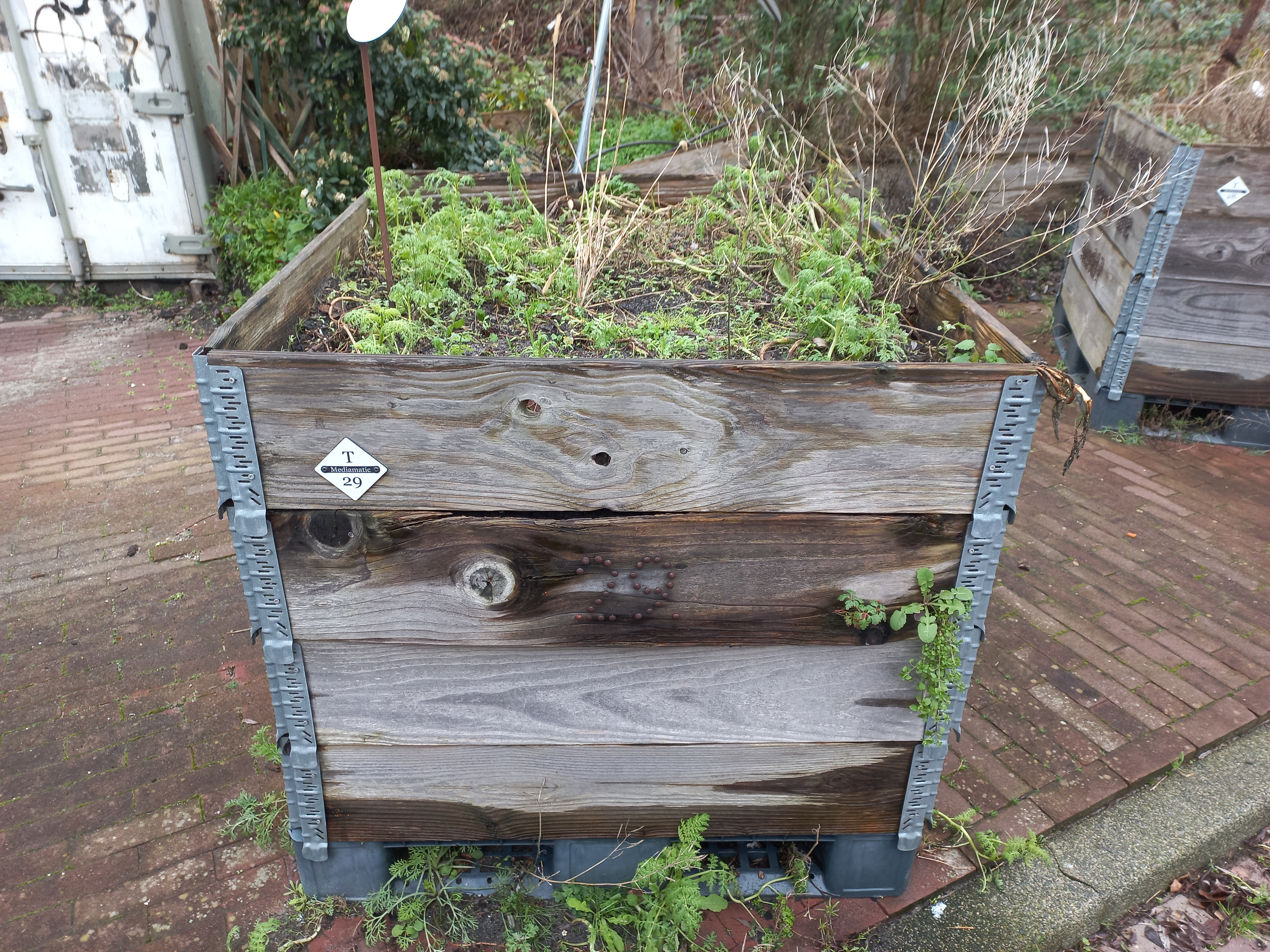
Krat 29 met plaatje en getal in spijkers (januari 2023)
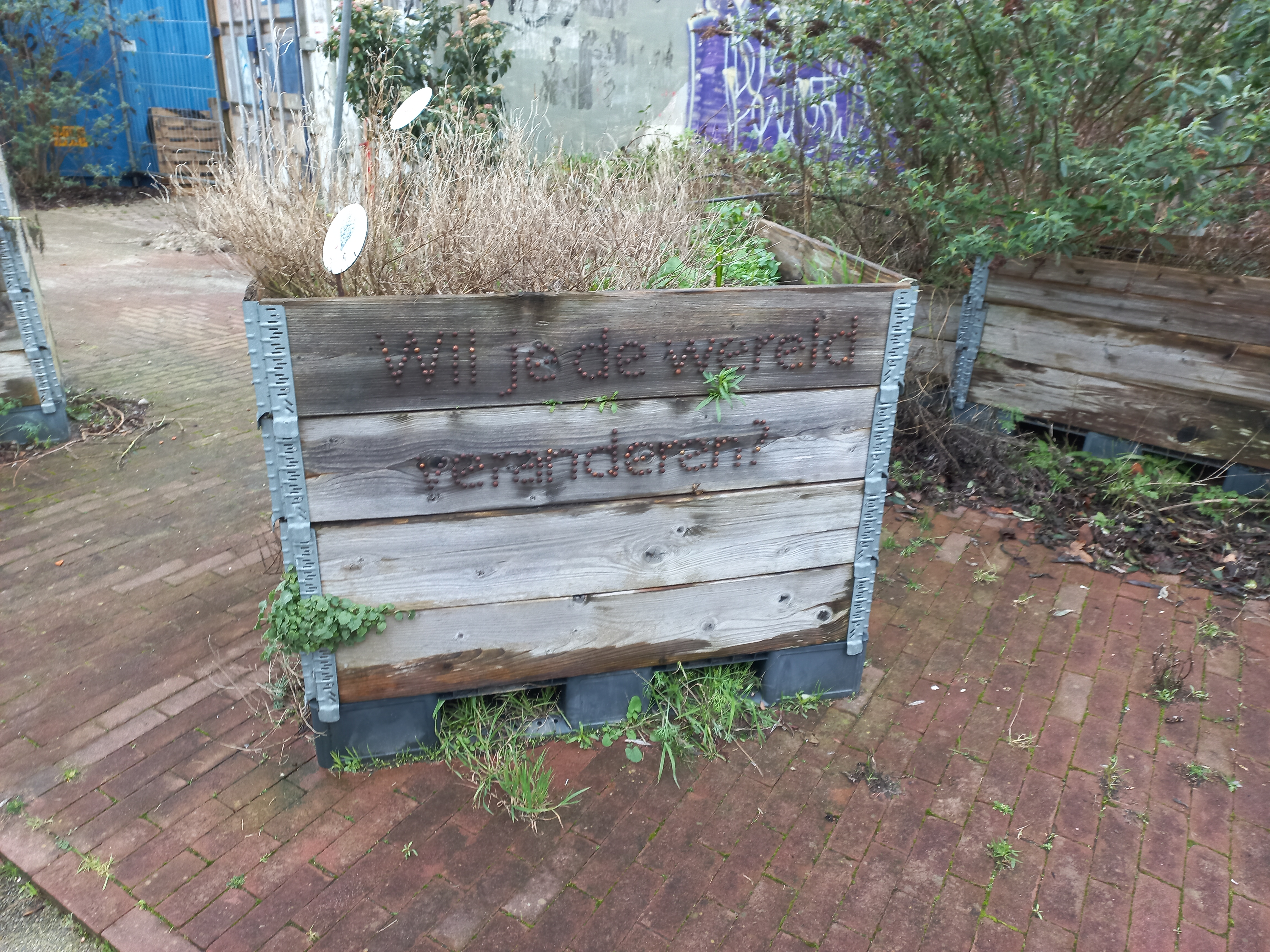
Wil je de wereld veranderen? (januari 2023)